# Vénus de Willendorf
Vênus de Willendorf, hoje também conhecida como Mulher de Willendorf, é uma estatueta de Vénus estimada como esculpida entre 28 000 e 25 000 anos antes de Cristo. Ela foi encontrada em 7 de Agosto de 1908 por um trabalhador de nome Johann Veram ou Josef Veram, não se sabe ao certo, que trabalhava na equipe do arqueólogo Josef Szombathy. Possui 11,1 cm (4 3/8 polegadas) de altura representando estilisticamente uma mulher, descoberta no sítio arqueológico do paleolítico situado perto de Willendorf, na Áustria.
Foi esculpida em calcário oolítico, material que não existe na região, e colorido com ocre vermelho. Num estudo publicado em fevereiro de 2022, investigadores examinaram através de tomografias de raios X micro computorizadas os sedimentos e partículas dentro da estátua. Focaram-se nos aglomerados de esferas oóides no calcário, comparando-as com aglomerados de depósitos de calcário oolíticos semelhantes e que foram encontrados em vários locais da Europa: desde França à Ucrânia e até na Sicília. Ainda segundo o estudo, amostras de calcário de Saga de Ala, um local no vale do Lago Garda no norte de Itália, eram “virtualmente indistinguíveis” do calcário Vénus, sugerindo uma probabilidade muito elevada de a matéria-prima vir do sul dos Alpes. Os seus scans também mostraram que o interior rochoso de Vénus continha fragmentos de minúsculos fósseis, que os cientistas identificaram como pertencendo ao género Oxytomidae. Esta previsão a idade da pedra entre 251 milhões e 66 milhões de anos, quando o género agora extinto estava vivo. A pedra calcária oolite do norte de Itália continha igualmente fragmentos bivalves.
Em 1990, após uma revisão da análise estratigráfica deste sítio arqueológico, estimou-se que tivesse sido esculpida há 22 000 ou 24 000 anos. Pouco se sabe sobre a origem, método de criação e significado cultural.
A Vénus não pretende ser um retrato realista, mas uma idealização da figura feminina. A vulva, seios e barriga são extremamente volumosos, de onde se infere que tenha uma relação forte com o conceito da fertilidade. Os braços, muito frágeis e quase imperceptíveis, dobram-se sobre os seios e não têm uma face visível, sendo a cabeça coberta do que podem ser rolos de tranças, um tipo de penteado ou mesmo vários olhos.
O apelido com que ficou conhecida causa alguma relutância a alguns estudiosos actuais, que não conseguem ver nesta figura com características de obesidade a imagem clássica de uma Vênus. Christopher Witcombe, professor na Sweet Briar College, em Virgínia por exemplo, refere que "a identificação irónica destas figuras com Vénus satisfez de forma prazeirosa alguns conceitos correntes, na época, sobre o que era na época em que o homem ainda na havia evoluído como agora, sobre as mulheres e sobre o sentido estético". Outros autores têm alguma relutância em identificá-la como a deusa Mãe-Terra (Grande Mãe) da cultura européia do Paleolítico. Alguns sugerem que a corpulência representa um elevado estatuto social numa sociedade caçadora-coletora e que, além da óbvia referência à fertilidade, a imagem podia ser também um símbolo de segurança, de sucesso e de bem-estar.
Os pés da estátua não estão esculpidos de forma que se mantenha em pé por si mesma. Por essa razão, especula-se que fosse usada para ser trazida por alguém em vez de ser apenas observada, podendo ser apenas um amuleto. Há ainda quem avance a hipótese de que poderia ser inserida na vagina, em rituais de fertilidade.
A Vénus faz parte da coleção do Museu de História Natural de Viena (Naturhistorisches Museum).
Outras representações semelhantes foram descobertas depois desta, ficando também conhecidas como "Vénus".

## Galeria de imagens

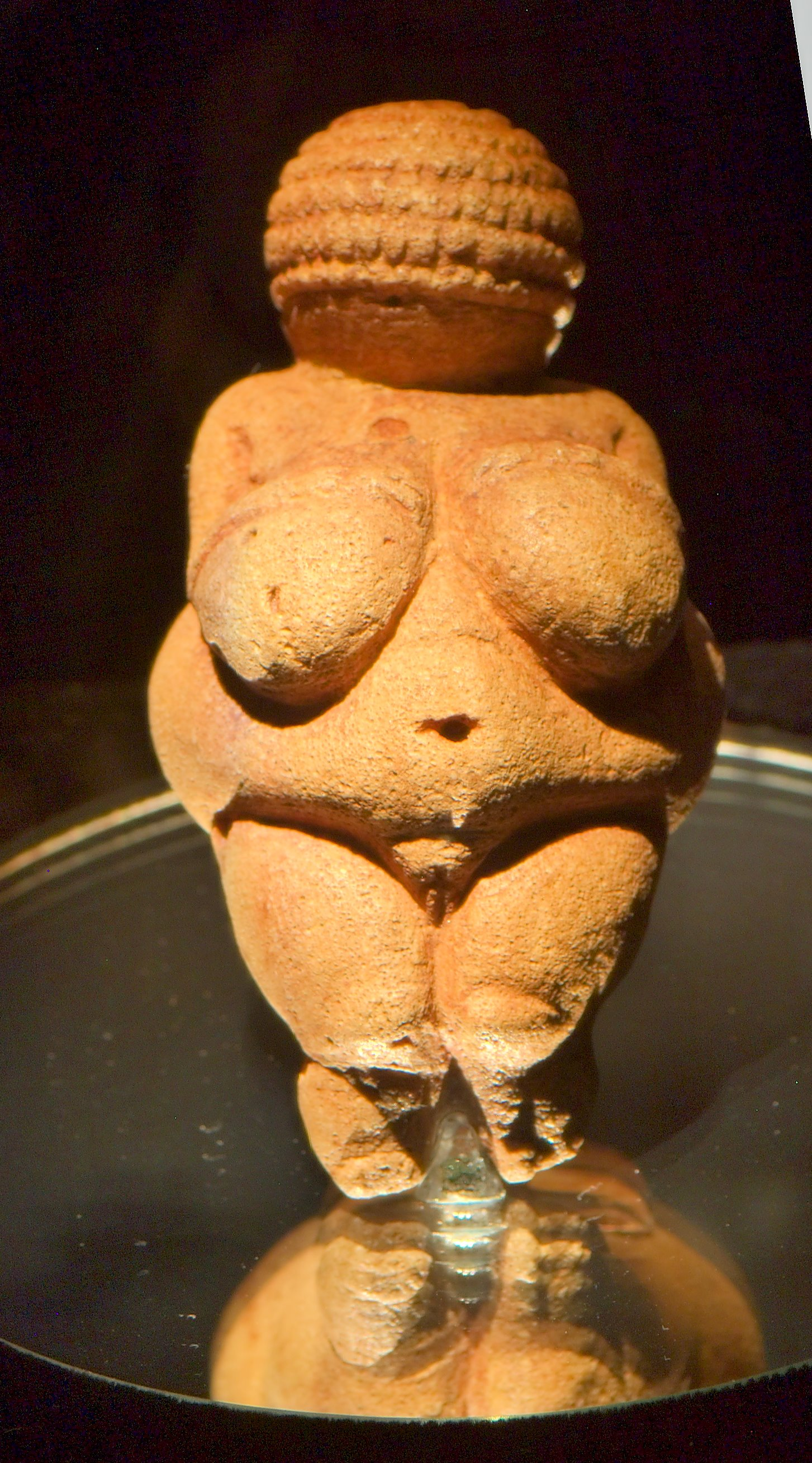
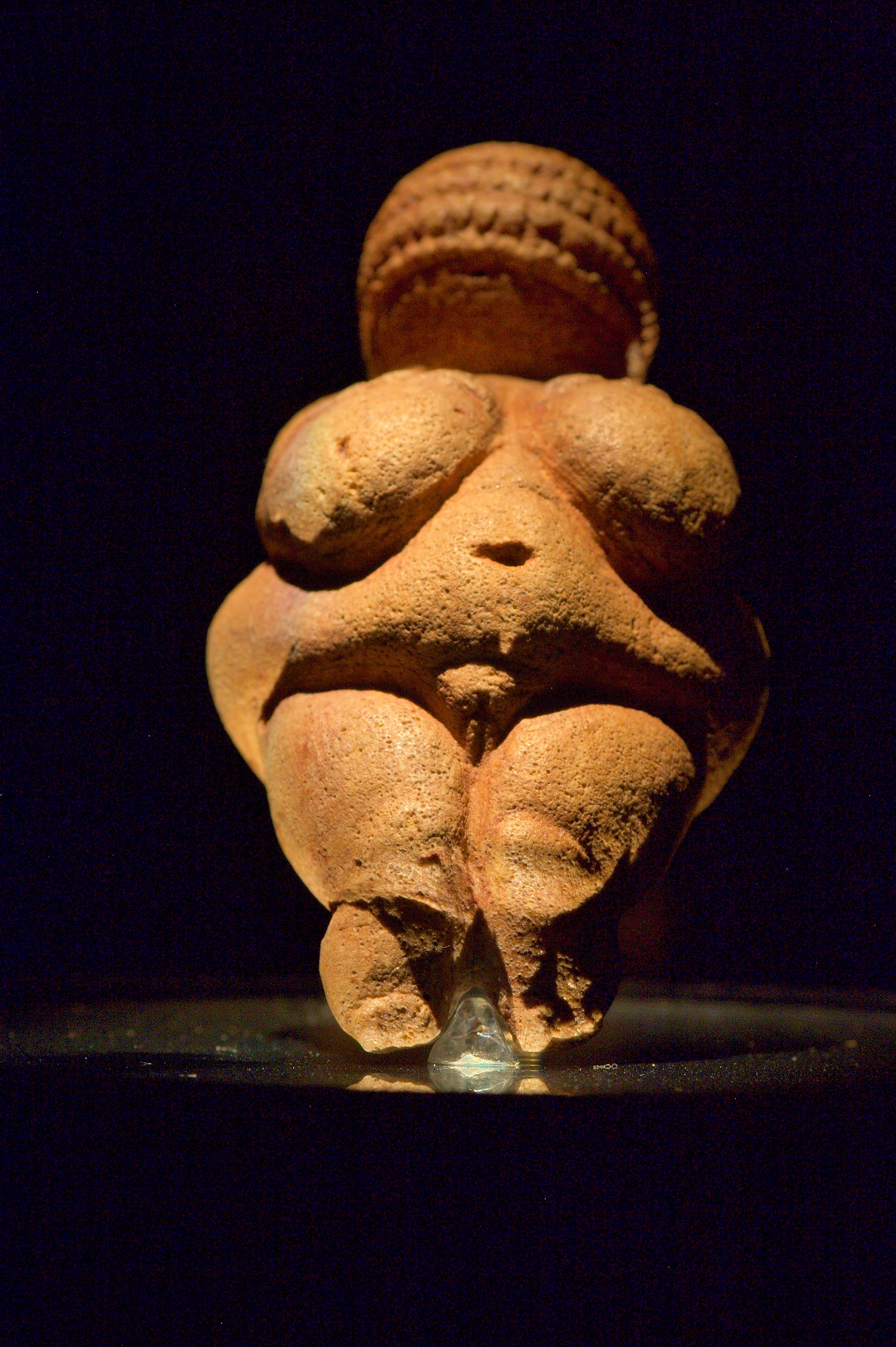
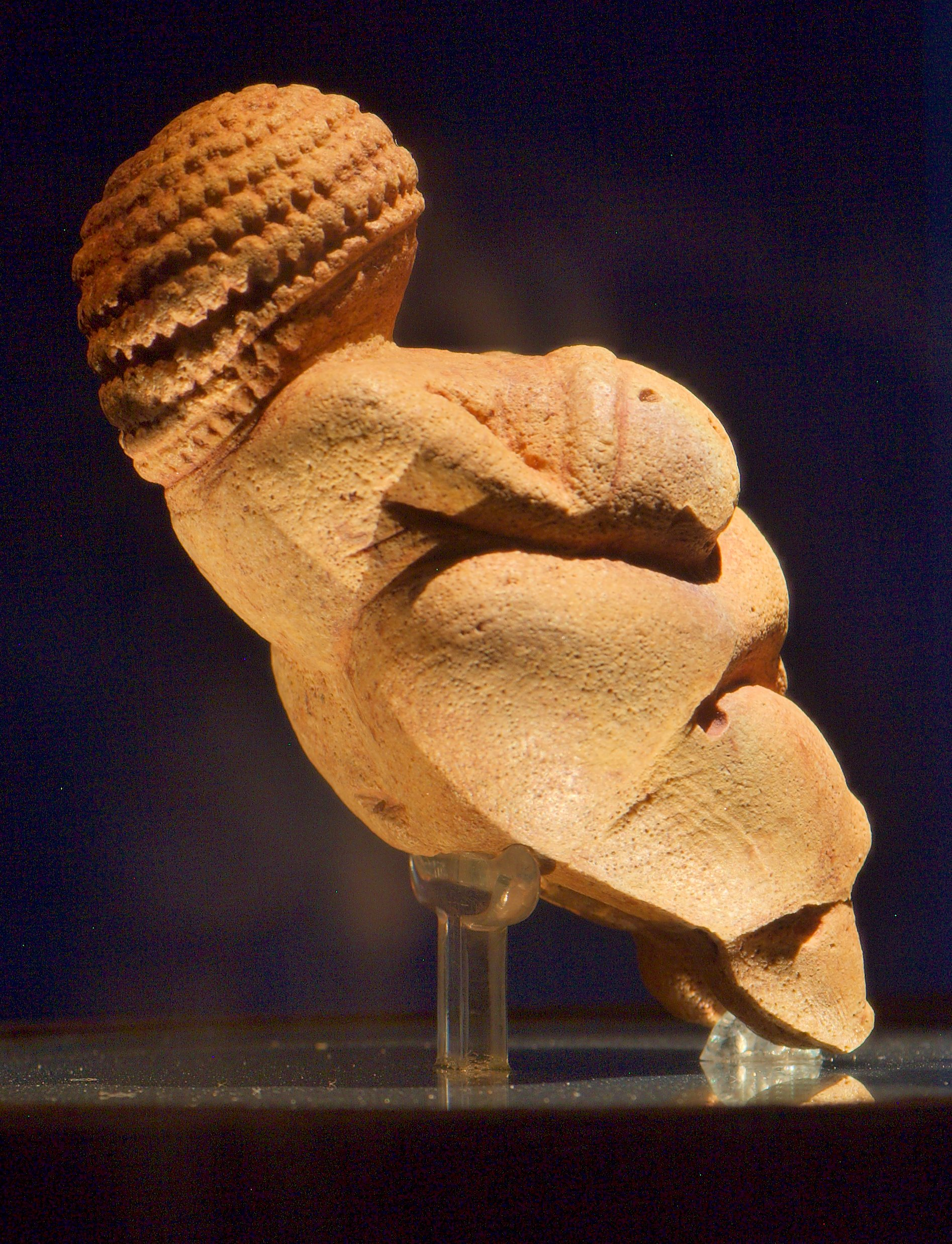